# The Kilimanjaro Darkjazz Ensemble
The Kilimanjaro Darkjazz Ensemble war eine 2000 in Utrecht gegründete Musikgruppe.

## Geschichte
Die häufig TKDE abgekürzte Gruppe wurde 2000 als Projekt von Jason Köhnen (Bong-Ra) und Gideon Kiers (Telcosystems) gegründet, um Musik zu bekannten Stummfilmen wie Nosferatu und Metropolis zu komponieren. Köhnen und Kiers hatten zuvor erfolgreich an der Utrecht School of Arts studiert. Im Jahr 2004 wurde das bis dahin rein elektronische Musikprojekt um den Posaunisten Hilary Jeffery und die Cellistin Nina Hitz ergänzt. Als Quartett veröffentlichte die Gruppe 2006 das selbstbetitelte Debütalbum. Für die anschließende Tournee wurde die Gruppe durch die Sängerin Charlotte Cegarra und den Gitarristen Eelco Bosman ergänzt. Seit 2007 leben alle Mitglieder der internationalen Gruppe in den Niederlanden. Im gleichen Jahr gründeten die Musiker The Mount Fuji Doomjazz Corporation als ein auf Improvisationsmusik spezialisiertes Nebenprojekt. Die Violinistin Sadie Anderson stieß im Jahr 2008 hinzu. Das 2011 erschienene Album From the Stairwell wurde mittels einer Crowdfunding-Kampagne finanziert. Seit 2016 werden alle Alben von Denovali stückweise neu aufgelegt.

## Stil
Die Gruppe spielt eine Dark Jazz genannte Mischung aus Jazz, Doom Metal, Ambient und Post-Rock. Die Musik der Gruppe wird häufig mit jener von Bohren und der Club of Gore verglichen.
Auf Schallgrenzen.de wird die Musik als „vom Jazz beeinflusste Kopfmusik“ und „Musik für nie gedrehte Filme“ beschrieben. Zur näheren Einordnung werden dort die Begriffe Noir-Jazz, Experimental, Improvisation, Dub und Avantgarde eingrenzend bemüht. Auf Denovali.com wird die Musik als cineastisch beeinflusst bezeichnet, dabei ginge es TKDE vornehmlich um die vermittelte Stimmung. Auf Nocleansinging.com bezeichnet Alain Mower die Musik als Metalmusik ohne vorhandene Metalelemente. Die Gruppe wird, dieser Einschätzung entsprechend, häufig von Magazinen und Webseiten, die sich dem Doom- und Extreme-Metal widmen, rezensiert.
Laut Köhnen erstreckt sich der musikalische Einfluss der Gruppe allerdings über „klassischer Musik bis Jazz, Metal und elektronischer Musik“. Ein konkreter direkter Einfluss sei nur schwer auszumachen und die Musiker ließen sich von vielerlei Musik inspirieren. Auch die Hörerschaft bei Auftritten der Gruppe sei nicht auf einen eingrenzbaren Kreis stilbezogener Musikrezipienten beschränkt. Vielmehr setzte sich die Hörerschaft aus verschiedenen Gruppen mit unterschiedlichen musikalischen Präferenzen zusammen. Als weiteren wichtigen Einflussfaktor bezeichnet Köhnen, ebenso wie die meisten Rezensenten, den Einfluss von Filmen, welche die Gruppe mitunter zur Untermalung ihrer Auftritte nutzt. Köhnen nennt hierzu die Filmemacher Brothers Quay, Jan Švankmajer und Béla Tarr als wichtige Inspirationsquellen.

## Diskografie
- 2006: The Kilimanjaro Darkjazz Ensemble (Album, Planet Mu)
- 2006: Adaptation of Saint Vitus ‘Patra’ (Single, Parallel Corners)
- 2007: Black Wing Butterfly / Goya (Single, Parallel Corners)
- 2009: Palace of the Tiger Women (Split-Single mit Kava Kon, Parallel Corners)
- 2009: Mutations (EP, Ad Noiseam, Denovali)
- 2009: Here be Dragons (Album, Ad Noiseam, Denovali)
- 2009: Bird’s Lament – Tribute to Moondog (Single, Parallel Corners)
- 2010: Dark Night of the Soul (Single, Parallel Corners)
- 2011: I Forsee the Dark Ahead, If I Stay (Album, Parallel Corners, Denovali)
- 2011: From the Stairwell (Album, Denovali)
- 2012: Xtabay (Single, Parallel Corners, Denovali)